# 萊恩斯堡 (密歇根州)
萊恩斯堡（英語：Laingsburg）是一個位於美國密歇根州夏厄沃西縣的城市。

## 人口
根據2020年美國人口普查的數據，萊恩斯堡的面積為4.39平方千米，當中陸地面積為4.11平方千米，而水域面積為0.28平方千米。當地共有人口1424人，而人口密度為每平方千米324人。